# Poczajewo (obwód smoleński)
Poczajewo (ros. Почаево) – wieś (ros. деревня, trb. dieriewnia) w zachodniej Rosji, w osiedlu wiejskim Smietaninskoje rejonu smoleńskiego w obwodzie smoleńskim.

## Geografia
Miejscowość położona jest w pobliżu rzeki Krapiwnia, przy drodze federalnej R120 (Orzeł – Briańsk – Smoleńsk – Witebsk), 1 km od drogi magistralnej M1 «Białoruś», 4,5 km od przystanku kolejowego Woronino, 4,5 km od centrum administracyjnego osiedla wiejskiego (Smietanino), 30,5 km od centrum Smoleńska.
W granicach miejscowości znajdują się ulice: Mira, Sadowaja, Witiebskoje szossie.

## Demografia
W 2010 r. miejscowość liczyła sobie 188 mieszkańców.